# ブロンソン・ピンチョット
ブロンソン・ピンチョット（Bronson Pinchot、1959年5月20日 - ）は、アメリカ合衆国の俳優、声優。ニューヨーク出身。インターナショナル・クリエイティブ・マネージメント所属。
英語ではピンショウと発音する。

## 来歴
1959年、ロシア系の父親の元、ニューヨークに生まれる。少ししてから一家は南カリフォルニアへ移り、地元の高校を卒業後、ネヴァダ州にある大学へ進学。後にイェール大学を経て、モース大学へも在籍する。当初は、芸術を専攻していたが、演劇に興味を抱いて演技科へ転向。現在に至る。
1983年、トム・クルーズ主演の『卒業白書』で映画デビュー。その後も映画やテレビにちょくちょく顔を見せるようになり、1984年にはエディ・マーフィ主演の大ヒットアクションコメディ映画『ビバリーヒルズ・コップ』など話題作にも出演。1987年にはその演技の質を評価されてエミー賞にノミネートされた。
その後も着々とキャリアを重ねており、アメリカの人気テレビ番組『サタデー・ナイト・ライブ』のホストも務めた。2004年にはリチャード・ドレイファス、エリック・ストルツらと共にリバイバル作品『Sly Fox』でブロードウェイ舞台へ出演し、高い評価も得た。主に脇役が多いが、その存在感を十分に発揮している役者の一人である。

## 出演作品

### 映画
- 卒業白書 Risky Business (1983)
- ビキニ・パラダイス/ホット・リゾート Hot Resort (1984)
- ビバリーヒルズ・コップ Beverly Hills Cop (1984)
- フラミンゴキッド The Flamingo Kid (1984)
- アフター・アワーズ After Hours (1984)
- 超能力名探偵ボビー Second Sight (1989)
- ベルボーイ狂騒曲/ベニスで死にそ〜 Blame It on the Bellboy (1992)
- トゥルー・ロマンス True Romance (1993)
- ビバリーヒルズ・コップ3 Beverly Hills Cop III (1994)
- 戦火の勇気 Courage Under Fire (1996)
- ファースト・ワイフ・クラブ The First Wives Club (1996)
- ラスト・パーティ It's My Party (1996)
- Out of the Cold (1999)
- The All New Adventures of Laurel & Hardy in 'For Love or Mummy (1999)
- Diamond Zero (2005)
- Mr. Art Critic (2007)
- You and I (2008)
- ビバリーヒルズ・コップ: アクセル・フォーリー  Beverly Hills Cop: Axel F (2024)

### テレビドラマ
- 世にも不思議なアメージング・ストーリー Amazing Stories (1985)
- Perfect Strangers (1986-1993)
- 新スーパーマン Lois & Clark: The New Adventures of Superman (1994-1995)
- スティーヴン・キングのランゴリアーズ The Langoliers (1995)
- LAW & ORDER:犯罪心理捜査班 Law & Order: Criminal Intent (2005)
- LAW & ORDER:性犯罪特捜班 Law & Order: Special Victims Unit (2007)
- ザ・ヤング・アンド・ザ・レストレス The Young and the Restless (2008)
- シェキラ! Shake It Up (2011)
- サブリナ: ダーク・アドベンチャー Chilling Adventures of Sabrina （2018-2020）

### テレビアニメ
- Eek! the Cat (1992)
- Mr. ダマー Dumb and Dumber (1995)
- ぎゃあ!!!リアル・モンスターズ Aaahh!!! Real Monsters (1996)
- ヘイ・アーノルド! Hey Arnold! (1996)
- アイアム・ウィーゼル I Am Weasel(1997 - 1999)
- スペース・レンジャー バズ・ライトイヤー Buzz Lightyear of Star Command (1999)
- ラグラッツ・ザ・ティーンズ All Grown Up! (2003)
- Six Degrees (2007)

### 劇場版アニメ
- Jungledyret (1993)
- ナポレオン Napoleon (1994)
- Bruno the Kid: The Animated Movie (1996)
- 魔法の剣 キャメロット Quest for Camelot (1998)
- ねずみの騎士デスペローの物語 The Tale of Despereaux (2008)

### OVA
- わんわん物語II Lady and the Tramp II: Scamp's Adventure (2000)

### テレビ番組
- サタデー・ナイト・ライブ Saturday Night Live (1987)